# Basket Club d'Orchies
El BC Orchies es un equipo de baloncesto francés con sede en la ciudad de Orchies, que compite en la NM1, la tercera división de su país y cuyo accionista en la actualidad es Nando de Colo. Disputa sus partidos en el Pubeco Pévèle Arena, con capacidad para 5026 espectadores.

## Historia
Fundado en 1922, el club se llamó Basket Club Orchésien hasta 1930 y luego pasó a llamarse Stade Orchésien en 1931. En 1961, el club se fusionó con el US Nomainoise y pasó a llamarse Union sportive Orchies Nomain, nombre que cambió a Union sportive Valenciennes Olympic en 1991. Siete años más tarde, el club se dividió en dos, volviéndose a llamar Basket Club Orchésien. 
En enero de 2013, el club se instaló en el nuevo Pubeco Pévèle Arena, con una capacidad de 5,026 espectadores. Este recinto también albergó la fase final del Campeonato Europeo de Baloncesto Femenino de 2013. A cuatro jornadas de terminar la fase regular de la NM1 2012-2013, Orchies ya era equipo de Pro B.
En febrero de 2014, tras 29 partidos y un balance de 8 victorias y 21 derrotas, Orchies era último, lo que llevó al despido del entrenador Philippe Namyst. Didier Dobbels se convirtió en el nuevo entrenador del equipo con el objetivo de mantener al Orchies en la Pro B. Orchies acabó la temporada con un balance de 15 victorias y 29 derrotas y Dobbels no fue renovado.

## Resultados en liga
| Temporada | División | Liga  | Posición      | Play-Offs                             | Copa Francesa           | Competición Europea |
| --------- | -------- | ----- | ------------- | ------------------------------------- | ----------------------- | ------------------- |
| 2008-09   | 4        | NM2   | 6.º (Grupo D) | –                                     | –                       | –                   |
| 2009-10   | 4        | NM2   | 2.º (Grupo D) | Ascenso                               | 1/32 de final           | –                   |
| 2010–11   | 3        | NM1   | 11.º          | –                                     | 1/16 de final           | –                   |
| 2011–12   | 3        | NM1   | 3.º           | Semifinales                           | 1/16 de final           | –                   |
| 2012–13   | 3        | NM1   | 1.º           | Campeón Ascenso                       | 1/16 de final           | –                   |
| 2013–14   | 2        | Pro B | 17.º          | Descenso (pero se mantuvo en la liga) | 1/16 de final           | –                   |
| 2014–15   | 2        | Pro B | 7.º           | Cuartos de final                      | 1/16 de final           | –                   |
| 2015–16   | 2        | Pro B | 18.º          | Descenso                              | 1/32 de final           | –                   |
| 2016–17   | 3        | NM1   | 11.º          | –                                     | –                       | –                   |
| 2017–18   | 3        | NM1   | 11.º          | –                                     | –                       | –                   |
| 2018–19   | 3        | NM1   | 9.º           | –                                     | –                       | –                   |
| 2019–20   | 3        | NM1   | 10.º          | –                                     | Ronda de 128            | –                   |
| 2020–21   | 3        | NM1   | 10.º          | –                                     | Ronda de 128 (Retirado) | –                   |
| 2021–22   | 3        | NM1   | 7.º           | Octavos de final                      | Ronda de 64             | –                   |

## Palmarés
- NM1
  - Campeón: 2013
  - Semifinales: 2012

## Jugadores destacados
| - Matija Cesković - Erwan André - Soriah Bangura - Émilien Barbry - Antoine Belkessa - Julien Bestron - Chrislain Cairo - Sadio Doucoure - Hugo Dumortier - Yannick Gaillou - Olivier Gouez - Adrien Henocq - Steeve Ho You Fat - Jean-François Kebe - Romain Malet | - Rodrigue Mels - Frédéric N'Kembe - T.J. Parker - Pierric Poupet - Anthony Racine - Paul Rigot - Jerry Scroffernecher - Yann Siegwarth - Nicolas Taccoen - Alexis Tanghe - Joffrey Verbeke - Guillaume Yango - Justinas Pavlavičius - Žarko Rakočević - Djordje Petrović | - Joshua Alexander - Jahsha Bluntt - Ronnie Burrell - Russell Carter - Chris Daniels - Vincent Grier - Gabe Kennedy - Torrell Martin - Jared Newson - Ryan Randle - Austen Rowland - Roburt Sallie - Marc Salyers - Anthony Smith - Benjamin Smith | - Ronnie Taylor - DeJuan Wright - Lawrence Wright - Olivier Viviès - Vasil Evtimov - Lionel Bomayako - Aldo Curti - Modibo Niakaté - Tahirou Sani - Ibrahim Saounera - Gide Noël - Emmanuel Soeria-Ouamba - Amadou Gacko - DeRon Hayes - Tony Stanley |

## Entrenadores
| - Patrice Poulain (2005-2008) - Pascal Delaliaux (2008-2010) - Philippe Namyst (2010-2014) - Didier Dobbels (2014) - Fabrice Courcier (2014-presente) |